# La Danseuse Saina

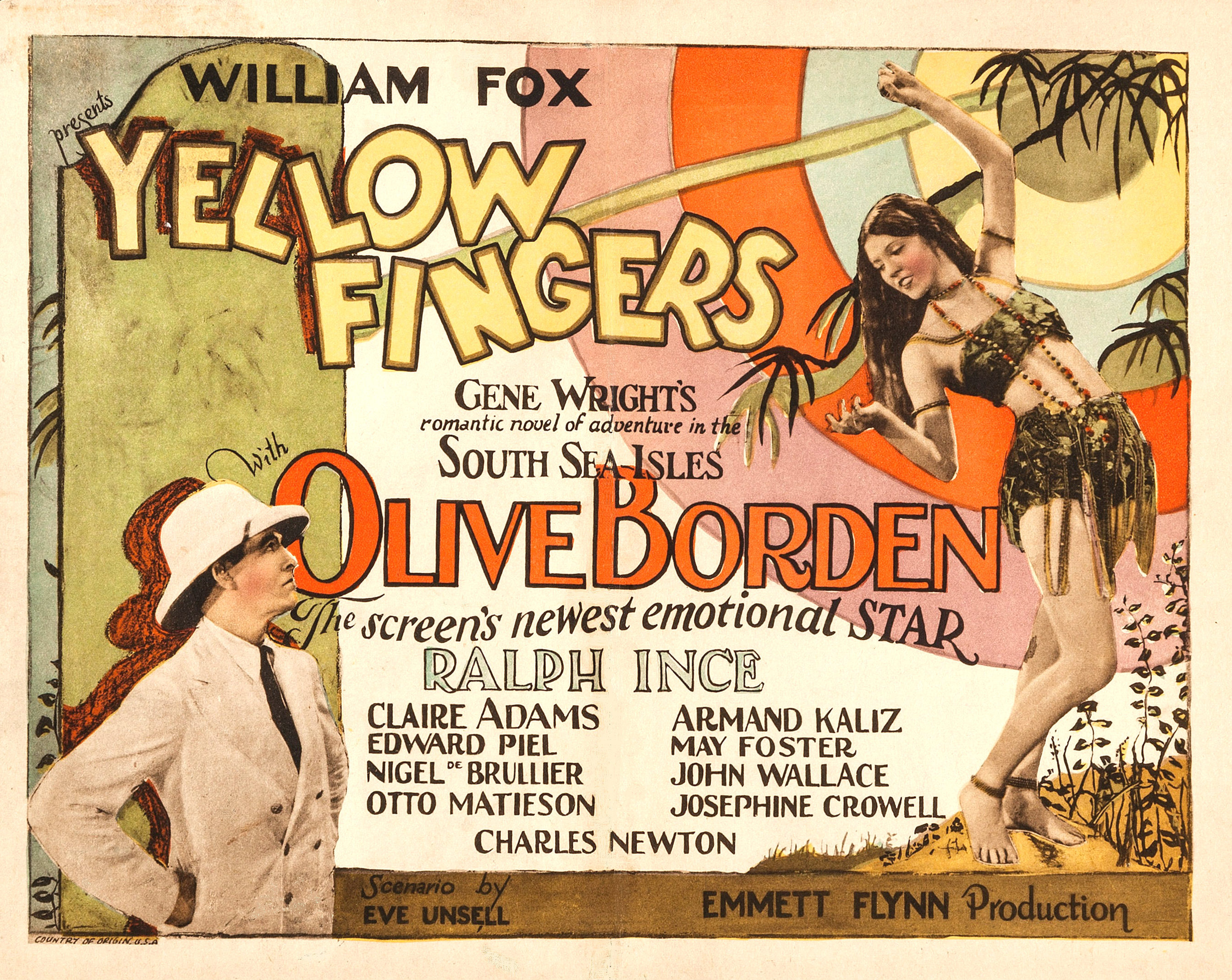
Carte promotionnelle du film

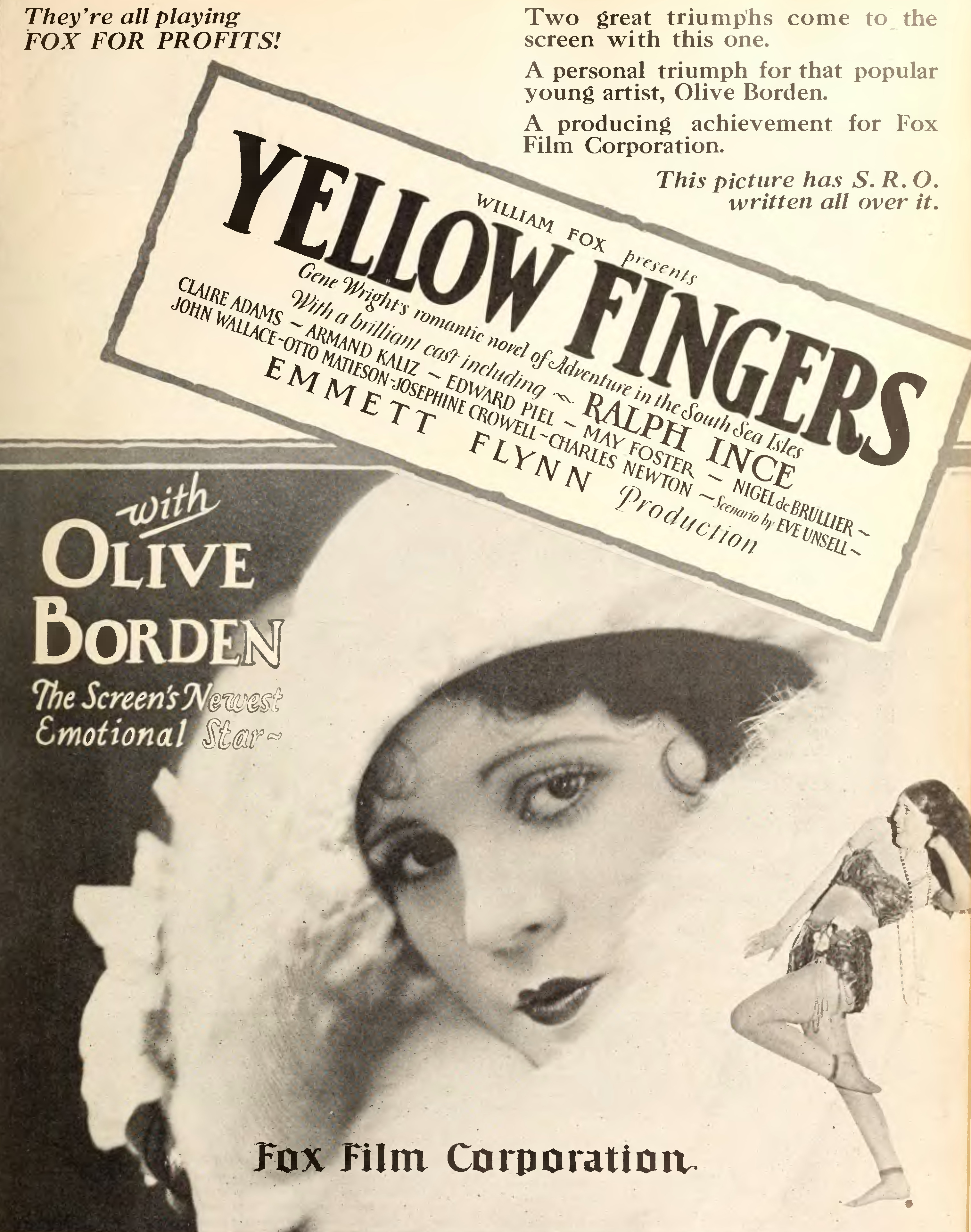
1926

La Danseuse Saina (titre original : Yellow Fingers) est un film américain réalisé par Emmett J. Flynn, sorti en 1926.
Le titre américain du film fait référence au péril jaune. La trame du film repose en effet sur l'histoire d'une jeune fille blanche, sauvée des griffes des Orientaux.

## Fiche technique
- Titre original : Yellow Fingers
- Réalisation : Emmett J. Flynn
- Scénario : Eve Unsell d'après un roman de Gene Wright[1].
- Photographie : Paul Ivano, Ernest Palmer
- Société de production : Fox Film Corporation
- Durée : 6 bobines[2]
- Date de sortie : 
  - États-Unis : 21 mars 1926

## Distribution
- Olive Borden : Saina
- Ralph Ince : Brute Shane
- Claire Adams : Nona Deering
- Edward Peil Sr. : Kwong Li
- Otto Matieson : Kario
- Nigel De Brulier : Rajah Jagore
- Armand Kaliz : De Vries
- Josephine Crowell : Mrs. Van Kronk